# Distrito de Mermelada
El distrito de Mermelada (en francés arrondissement de Marmelade; y en criollo haitiano: awondisman Mamlad) es una división administrativa haitiana, que está situada en el departamento de Artibonito.

## División territorial
Está formado por el reagrupamiento de dos comunas:
- Mermelada
- San Miguel de la Atalaya